# Symmorphorhinus
Symmorphorhinus är ett släkte av skalbaggar. Symmorphorhinus ingår i familjen Dryophthoridae.
Kladogram enligt Catalogue of Life:
| Symmorphorhinus | \| \| Symmorphorhinus bilineatus \| \| \| \| \| \| Symmorphorhinus lacteostrigatus \| \| \| \| \| \| Symmorphorhinus rectelineatus \| \| \| \| |
|                 | \| \| Symmorphorhinus bilineatus \| \| \| \| \| \| Symmorphorhinus lacteostrigatus \| \| \| \| \| \| Symmorphorhinus rectelineatus \| \| \| \| |
|                 | Symmorphorhinus bilineatus |
|                 | |
|                 | Symmorphorhinus lacteostrigatus |
|                 | |
|                 | Symmorphorhinus rectelineatus |
|                 | |